# Mario Rosas
Mario Alberto Rosas Montero (ur. 22 maja 1980 w Maladze) – były hiszpański piłkarz występujący na pozycji pomocnika.

## Życiorys
W 1997 roku rozpoczął występy w rezerwach FC Barcelony. W pierwszym zespole wystąpił w jednym meczu, 15 maja 1998 roku przeciwko UD Salamanca (1:4). W 2000 roku przeszedł do Deportivo Alavés, gdzie nie grał regularnie. Później był piłkarzem UD Salamanca, Cádiz CF i Girona FC. W 2005 roku został zawodnikiem CD Castellón, gdzie grał do 2009 roku, rozgrywając 123 mecze ligowe. W 2009 roku przeszedł do Realu Murcia. Później grał w UD Salamanca, Xəzərze Lenkoran, SD Huesca, Hérculesie Alicante oraz CD Eldense. W 2014 roku zakończył karierę.

## Statystyki ligowe
| Sezon         | Klub             | Liga               | Mecze | Gole |
| ------------- | ---------------- | ------------------ | ----- | ---- |
| 1997/1998     | FC Barcelona B   | Segunda División B | 36    | 19   |
| 1997/1998 (w) | FC Barcelona     | Primera División   | 1     | 0    |
| 1998/1999     | FC Barcelona B   | Segunda División   | 39    | 8    |
| 1999/2000     | FC Barcelona B   | Segunda División B | 22    | 3    |
| 2000/2001     | Deportivo Alavés | Primera División   | 6     | 0    |
| 2001/2002     | UD Salamanca     | Segunda División   | 33    | 0    |
| 2002/2003     | Deportivo Alavés | Primera División   | 0     | 0    |
| 2003/2004     | Cádiz CF         | Segunda División   | 28    | 1    |
| 2004/2005 (j) | Cádiz CF         | Segunda División   | 4     | 0    |
| 2004/2005 (w) | Girona FC        | Segunda División B | 13    | 1    |
| 2005/2006     | CD Castellón     | Segunda División   | 8     | 0    |
| 2006/2007     | CD Castellón     | Segunda División   | 39    | 3    |
| 2007/2008     | CD Castellón     | Segunda División   | 35    | 3    |
| 2008/2009     | CD Castellón     | Segunda División   | 41    | 10   |
| 2009/2010     | Real Murcia      | Segunda División   | 23    | 0    |
| 2010/2011     | UD Salamanca     | Segunda División   | 19    | 0    |
| 2011/2012 (j) | Xəzər Lenkoran   | Premyer Liqa       | 10    | 0    |
| 2011/2012 (w) | SD Huesca        | Segunda División   | 20    | 1    |
| 2012/2013     | Hércules CF      | Segunda División   | 19    | 1    |
| 2013/2014     | CD Eldense       | Tercera División   | ?     | ?    |